# 경주 양동마을
경주 양동마을(慶州 良洞마을)은 대한민국 경상북도 경주시 강동면 양동리 북쪽 설창산에 둘러싸여 있는 유서 깊은 양반 집성촌으로 1984년 12월 20일 대한민국의 국가민속문화재 제189호로 지정되었고, 2010년 7월 31일 브라질 브라질리아에서 열린 유네스코 세계유산위원회(WHC) 제 34차 회의에서 안동 하회마을과 함께 유네스코 세계문화유산으로 등재되었으며, 2013년 유네스코 세계문화유산협약 선포 40주년 기념 세계 최고의 모범 유산(The Best Model Case)로 선정되었다.
한국에서 가장 역사가 오래되고 규모가 크며, 그 원형이 가장 잘 보존된 조선시대 양반 씨족마을로 문묘 종사와 종묘 배향을 동시에 이룬 재상이며 영남학파의 선구자인 성리학자 회재 이언적 선생을 배출한 6대 국반(國班) 여주이씨(광산 김씨, 반남 박씨, 은진 송씨, 덕수 이씨, 진보 이씨가 6대 국반)와, 이조판서와 우참찬을 지내고 청백리에 녹선된 우재 손중돈 선생을 배출한 명문 도반(道班) 경주손씨 양성이 서로 협동하고 경쟁하며 600여년의 역사를 이어왔다. 영남 남인의 구심점 역할을 하면서 문과 31명 포함 과거 급제자가 총 116명에 달했으며, 이밖에도 수많은 학자와 충절대의 명장, 독립운동가를 배출하면서 그 명성을 이어나가고 있다.
국가지정문화재로 지정된 기와집의 수는 전국 최다로 이를 포함하여 국보 1점, 보물 4점, 국가민속문화재 12점, 경상북도지정문화재 8점 등 도합 25점의 지정문화재를 보유하고 있다.
한국에는 7개소의 국가 지정 전통마을이 있으나 마을의 역사와 규모 및 보존상태, 문화재의 수와 전통성 및 가치, 그리고 뛰어난 건축과 조경양식, 아름다운 자연환경과 때묻지 않은 향토성 등의 면에서 한국에서 가장 우수한 가치를 지닌 마을로 평가받고 있다.

## 유네스코 세계문화유산으로의 가치
양동마을은 한국인 지배계급 양반의 삶의 공간의 원형과 정신유산을 그대로 보존하고 있는 것을 높이 평가받았다.
첫째, 양동마을은 한국의 씨족마을 중에서 가장 오랜 역사를 가지고 있으며, 조선 전기 씨족마을 형성기의 전형 중 하나인 처가입향 유형의 대표적인 사례이다.
둘째, 양동마을은 전형 중 하나인 산기슭 입지의 대표적이고 우수한 사례이다.
셋째, 양동마을은 생산영역, 생활영역, 의식영역으로 구성되는 한국 씨족마을의 전통적인 공간구성을 기능적이고 경관적으로 온전하게 유지하고 있는 매우 드문 사례이다.
넷째, 양동마을은 조선시대의 가장 시기가 이르고 뛰어난 살림집, 정사, 정자, 서원 등의 건축물들을 다수 보유하고 있는 유일한 사례이다.
다섯째, 양동마을은 조선시대 유학자들의 학술적, 문화적 성과물인 고문헌과 예술작품을 보관하고, 전통적인 가정의례와 특징적인 무형의 마을 행사를 오늘날까지 유지하고 있는 가장 훌륭한 사례이다.

## 지리 및 환경
경주시 시내에서 동북방으로 20km쯤 떨어져 있다.
이 마을은 씨족마을의 대표적 사례인데, 씨족마을은 성씨를 매개로 하는 부계의 혈연집단이 대를 이어 한 곳에 정착해 이뤄진 정주 형태다. 조선 전기 이후 재산과 제사의 장자 상속이 강화되면서 나타나게 된다. 하나 혹은 두 성씨의 양반이 마을주민의 다수를 차지하면서 의사결정의 주도권을 가지는데 벼농사를 경제적 기반으로 삼는다. 양동마을은 조선 전기 씨족마을 형성기의 한 가지 전형, 즉 혼인으로 처가에 들어와 살면서 자리를 잡는 처가입향의 경우다.
양동마을은 풍수의 길지에 입지했다. 마을의 뒷배경이자 주산인 설창산의 문장봉에서 산등성이가 뻗어 내려 네줄기로 갈라진 능선과 골짜기가 여럿 나란히 있는 ‘勿(물)’자 형의 형국에 자리 잡고 있는데 이 마을은 조선시대 유명한 지리지인 택리지에서 길지로 언급됐으며 조선의 풍수에서‘삼남의 사대길지’에 포함됐다. 이와 관련하여 전해 내려오는 이야기가 많은데 일예로 勿자의 아랫부분에 획 하나를 더하면 血자가 된다하여 일제가 계획한 마을 안으로의 철도통과를 우회시켰고, 남향의 양동초등학교 건물을 동향으로 돌려 앉혔다.
내곡, 물봉골, 거림 하촌의 4골짜기와 물봉 동산과 수졸당 뒷동산의 두 산등성이, 그리고 물봉골을 넘어 갈구덕으로 마을이 구성되어 있다.마을의 진입로 쪽은 경사가 급한 산에 시선이 차단되고, 골짜기 밖에서는 마을의 모습이 드러나지 않아 마을 입구에서는 그 규모를 짐작하기가 어렵고, 고가들도 접근해야만 볼 수 있다.
양동마을의 가옥과 건물들은 이와 같은 지형에 잘 조화돼 자연과 일체화된 경관을 이루고 있다. 이것은 지형의 경사에 기대어 집의 자리를 잡고, 집에서 바라보이는 조망점을 풍수의 원칙에 따라 조정한 결과이다. 아름답고 매력적인 자연환경과 집들이 잘 조화를 이루어 정감어린 모습으로 다가오고, 숲속의 산새소리에 젖어드는 안온한 분위기가 양동마을의 큰 특징이다.

## 형성사
양동마을에 언제부터 사람이 살았는지 정확한 문헌기록은 없다. 그러나 한편 청동기 시대 묘제의 하나인 석관묘가 마을의 안산인 성주산 정상 구릉지의 100여기가 정도 있는 것으로 보고되었으나 고고학자들의 보고로 보아 기원전 4세기부터 사람의 거주가 시작되었다고 본다.
또 이웃 마을 안계리에 고분군(古墳群)이 있었던 사실로 미루어 보아 이미 삼국시대인 4~5세기경에 상당한 세력을 가진 족장급에 속하는 유력자가 살았던 것으로 추측되고 또 일본인 역사 학자인 善生助永氏의 자료와 1970년 문화재관리국에 의한 안계리 고분군(安溪里古墳群) 발굴 자료에 의하면 현재 마을의 주민생활은 신라시대부터 시작되었다고 추정하고 있다. 고려에서 조선초기에 이르기까지는 오씨(吳氏). 아산 장씨(牙山 蔣氏)가 작은 마을을 이루었다고 하나 확인할 만한 자료는 없다.
경북 지방 고문서집성(영남대 발간)에 의하면 여강 이씨(驪江 또는 驪州 李氏)인 이광호(李光浩)가 이 마을에 거주하였으며, 그의 손서(孫壻)가 된 풍덕 류씨(豊德 柳氏) 류복하(柳復河)가 처가에 들어와 살았고, 이어서 양민공(襄敏公) 손소공이 540여년 전 류복하의 무남독녀와 결혼한 후 청송 안덕에서 처가인 양동으로 이주하여 처가의 재산을 상속받아 이곳에서 살게 되었고, 후에 공신이 되어 고관의 반열에 올랐다.
또, 이광호의 재종증손(再從曾孫)으로 성종의 총애를 받던 성균생원 찬성공(贊成公) 이번(李蕃)이 손소의 7남매 가운데 장녀와 결혼하여 영일(迎日)에서 이곳으로 옮겨와서 살고 이들의 맏아들이자 동방5현의 한 분인 문원공 회재 이언적(文元公 晦齋 李彦迪 1491-1553)선생이 배출되면서 손씨, 이씨 두 씨족에 의해 오늘과 같은 양동마을이 형성되었다.
양동민속마을이 외손마을이라가를 따라 가서 사는 경우가 많았다. 현재 풍덕 류씨의 후손은 절손되어 외손인 손씨 문중에서 제향을 받들고 있다고 한다.
```
 遠祖: 이직재(李直才, 고려 여주 호장)
       |
 1세:  이세정(고려 향공진사, 개성 이주)
       |
      [...]
       |
 5세: 이윤방(여말선초기 개성->경상도 일대)
       |―――――――――――|
 6세: 차남 이춘언       장남 이지언                                                               여흥 민제         함양 박성양
       |                   |――――――――|                                          |――――――|           (->의성, 이조참판, 대마도정벌)
       |                   |                |                                          |            |                  |  
 7세:  
이권
              
차남 이광호
   장남 이성호           안동 권명리         원경왕후 민씨     민무질             박충무
    (포항 연일)    (경주 양동 입향, 현감)   |             (안동 -> 청송 안덕, 직장)               (태종 대 숙청)   (->청송 진보, 강계판관)
       |                   |                |            |――――|                                 |                  |――――|
 8세: 
이숭례
             
이상도
      女여주이씨 ―― 권자용  女안동권씨 ― 경주 손사성              민촉             박유부    박숭부
    (진의부위)      (武科, 용양위부사직)                   (文科, 병조참의, 상주 중동->청송 안덕) (태종 대 숙청)       |        | 
       |                   |―――――――――――――|                  |―――|                   |                  |        |―――――――――|          
 9세: 
이수회
           
女여주이씨(풍덕 류복하)
       이승평             손소  女경주손씨 ――――― 민흥             박경인  女함양박씨(이언적)   박운건
    (->경주 내동, 참군) (용인->흥해->경주 양동, 만호) (文科, 훈도)       |                  |    (한양 -> 청송 안덕)   |        |                  | 
       |                   |                                             |                  |                          |        |                 박정
 10세: 
이번
            
女풍덕류씨(경주 손소)
――――――――――――――|                  |―――――――――|       |        |―――――――――|
    (->경주 양동, 생원) (청송->경주 양동, 文科, 공조참의, 적개공신, 계천군, 양민공)        장남 민세경  차남 민세정―女함양박씨 이응인           女함양박씨
       |                   |――――――――――――――――――――|                       |                  |
       |――――――― 
女경주손씨(여주 이번)
    손중돈(文科, 우참찬, 청백리, 경절공) 女여흥민씨―의성 김진 女여흥민씨
                        (내동->경주 양동, 생원)                                             |                  |
                           |―――――――――――――――――|                  |―――――|―――――|       |                      
 11세:               
문원공 회재 이언적
                  농재 이언괄     약봉 김극일 귀봉 김수일 학봉 김성일 광주 이호박
     (文科, 문묘, 종묘, 좌찬성, 청백리, 증영의정) (송라도찰방, 증대사헌)                                       |    
                           |                                  |                                                |
 12세:                  수암 이응인                      매산 이응기                                         이산악
                    (사옹원 판관, 증좌승지)               (선공감부정)                                      (생원시 장원)
        |―――――――|――――――|――――――|            |                                                |       
 13세: 1남 이의윤  2남 이의징  3남 이의활   4남 이의잠    1남 이의주                                      女광주이씨(여주 이의잠)
     (요절)         (요절)     (文科, 군수) (進士, 현감) (進士, 선공감부정)
 14세: 
이언적 종가
 
양졸당파
   
설천정파
      
수졸당파
    
이언괄 종가

       (무첨당파)                                          (향단파)
```

## 학문과 인물
양동의 전통문화 중 주목해야 할 부분은 바로 학문과 교육의 전통으로 오늘날까지 수많은 인물을 배출해 왔다는 점이다.
양동마을의 입향 초기 선조들은 국가와 유림에서 인정하는 불천위로 추대되었기 때문에 마을의 씨족적 결속이 강화, 현대까지 그 맥을 이어올 수 있었다. 조선시대에 영남지방을 순찰하거나 여행하는 선비들에게 이 마을은 주요 방문지 중 하나였다. 흥선대원군도 이 마을을 방문하였다.
조선 중기부터 조선사회와 중앙정계를 지배한 사림들 중에서 매우 앞선 시기인 세조5년(1459년)에 이 마을의 손소공이 문과에 급제하고 중앙정치 무대에 진출하여 이시애의 난을 진압할 때 공을 세워 공신이 되고, 이어서 그의 둘째 아들인 손중돈 선생이 성종 20년(1489년)에 문과에 급제하여 이조판서, 우참찬 등 40여년 동안 요직을 두루 거치고 청백리에 올랐다.
대유학자이자 경세가인 문원공 회재 이언적 선생은 성리학의 이기철학을 이황에 앞서 최초로 이론적 체계를 세우고 조선조 성리학의 기초를 다짐으로서 영남학파의 창시자가 되어 이황에게 영향을 주는 등 해동부자라 불리고 동방5현의 한분으로 추앙을 받으면서 문묘와 종묘에 종사되어 공자와 역대 임금의 위패와 함께 모셔지는 영광을 누렸다. 전국의 향교와 20여 개소의 서원에 배향이되기도 했다.
손씨, 이씨를 합쳐서 문과 26명, 무과 14명, 사마 76명으로 과거 급제자가 총116명이나 되고, 음직은 부지기수였을 정도로 많은 인물이 배출됨으로써 전국에서 가장 이름난 양반마을로 알려지게 되었다.

## 건축유산
마을 전체 구성은 ‘농경지-거주지-유보지’로 나타난다. 농경지는 생산공간, 거주지는 생활공간, 유보지는 의식공간이 된다. 경작지와 생활지를 나누는 마을 입구에는 대개 외부세계로부터의 시각적 차폐를 위한 인공의 조림과 지형적 장치가 마련된다. 양동마을은 격식이 높은 살림집, 사당, 정자, 정사, 서원, 서당 등 역사적인 건축물들을 전국에서 가장 많이 보유하고 있다.
마을 내의 노거수는 600여년의 오랜 역사를 증명해준다. 입향기인 15~16세기까지 거슬러 올라가는 오래된 건축물들이 남아있다. 17세기 이후 국가에서 편찬한 지리지나 지도에 두 마을의 이름과 옥산서원 등이 기재된 사실에서 당대에도 이미 이 두 마을이 전국적인 명성을 얻고 있었음을 확인할 수 있다.
마을의 종가인 서백당은 15세기에 건립됐다. 이 종가는 한국 주거건축 역사상 가장 오래된 예에 속한다. 마을 내의 다른 건축물들도 17세기 이후에 지어진 것들로 수백 년에 걸친 마을의 역사를 잘 보여주고 있다. 양동마을에서 보물로 지정된 가옥은 4건(향단, 관가정, 무첨당, 독락당)이다. 민속자료로 지정된 건축물은 은 12건이다. 유교건축 중에서 옥산서원은 각각 사적으로 지정돼 있다.

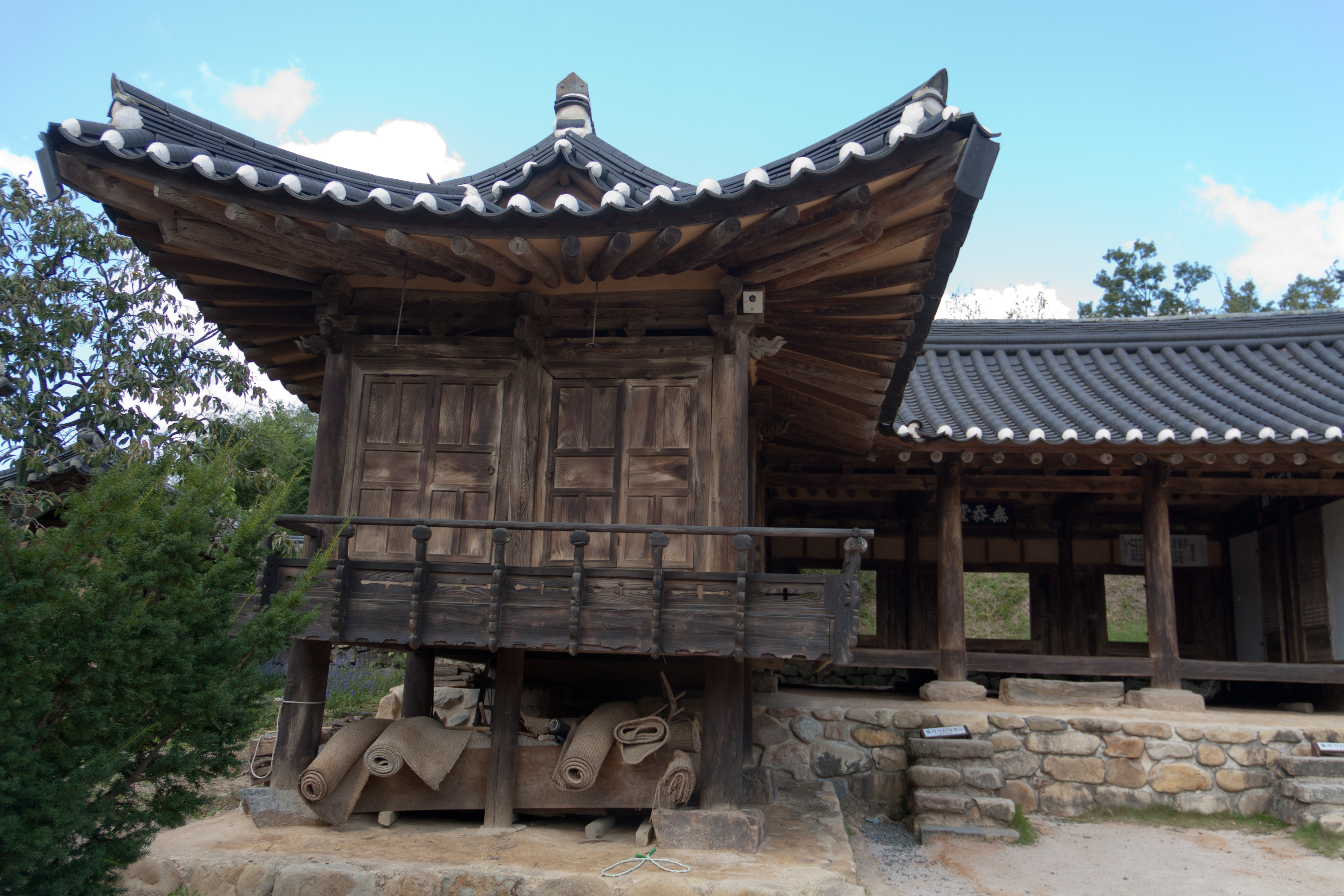
양동
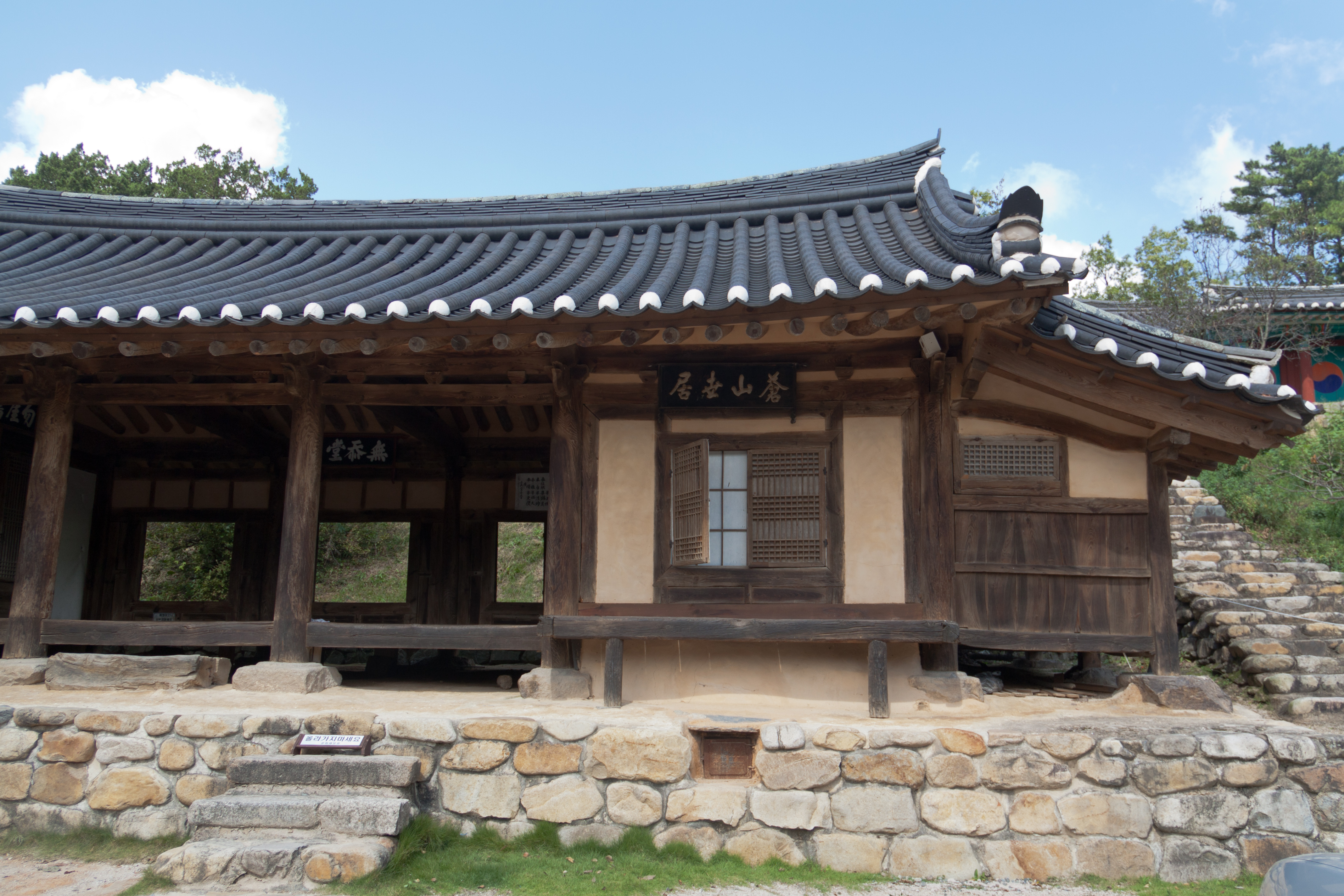
마을

## 동산유산
양동마을에는 조선시대의 족보 및 마을의 재산과 관련된 문서나 서신들도 남아있다. 양동마을의 통감속편(通鑑續編)은 금속활자로 인쇄한 매우 이른 시기의 증거로써 인쇄술 연구에 중요한 자료다.
월성 손씨 가문이 보관하고 있는 손소 영정(보물 제1216호)은 15세기 말에 그려진 초상화로써 가장 이른 시기에 그려진 인물화다. 이밖에도 개인 사이에 주고받은 간찰과 매매 계약 문서, 관혼상제 관련 문서 등도 잘 보관돼 있다.

## 무형유산
양동마을에는 줄불놀이와 줄다리기 등 민속놀이가 전해지지만 하회마을만큼 활발하지 않다.

## 교육
- 양동초등학교
- 심수정
- 안락정
- 강학당

## 사진

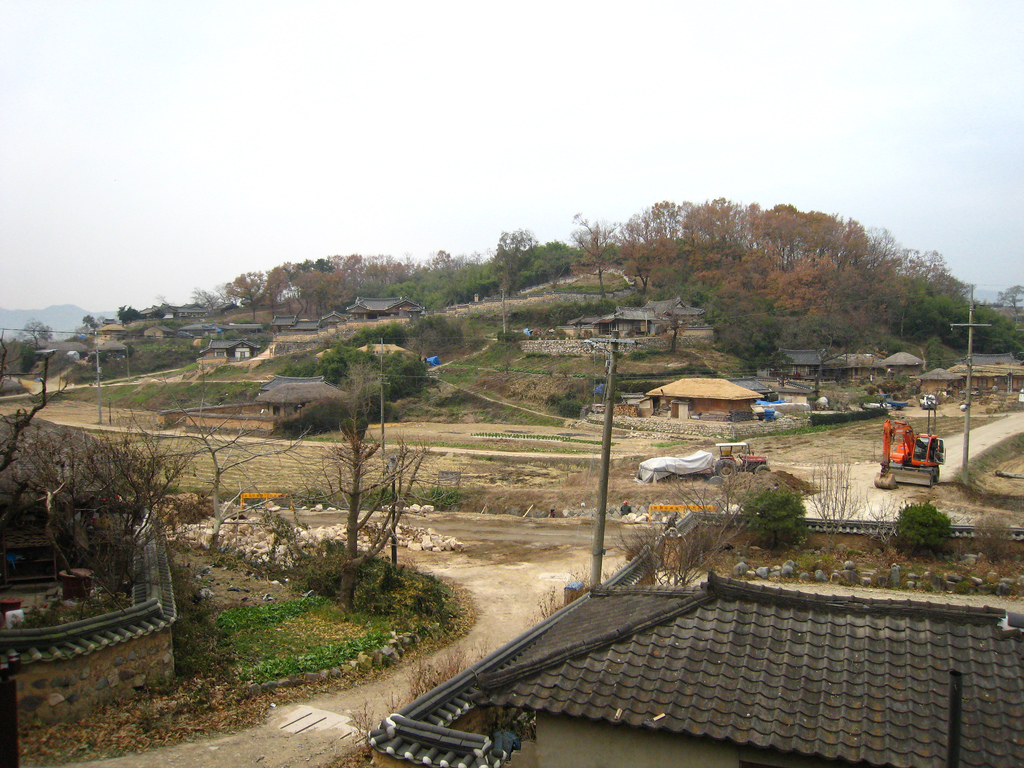
마을 전경
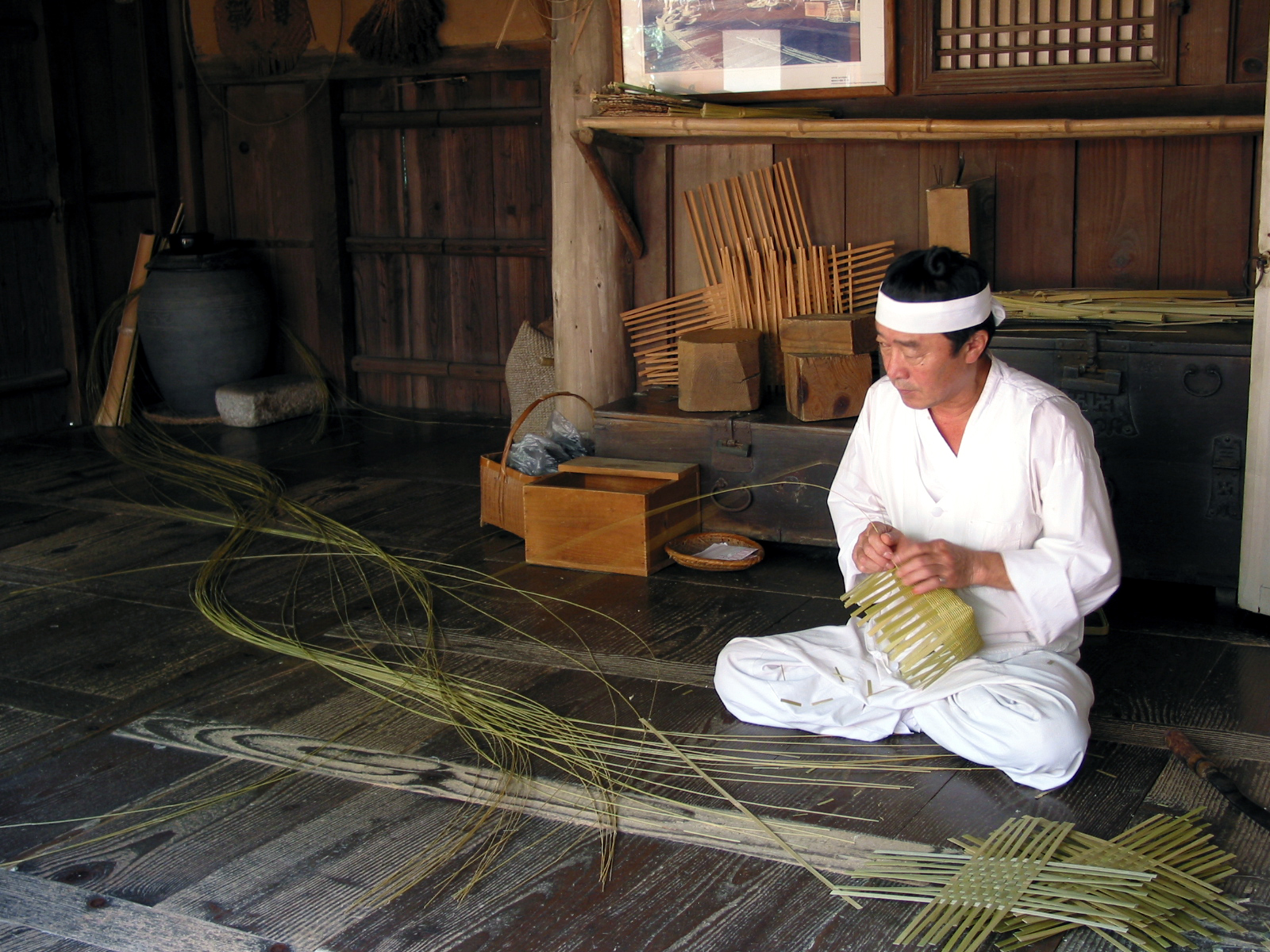
전통 바구니를 만드는 모습
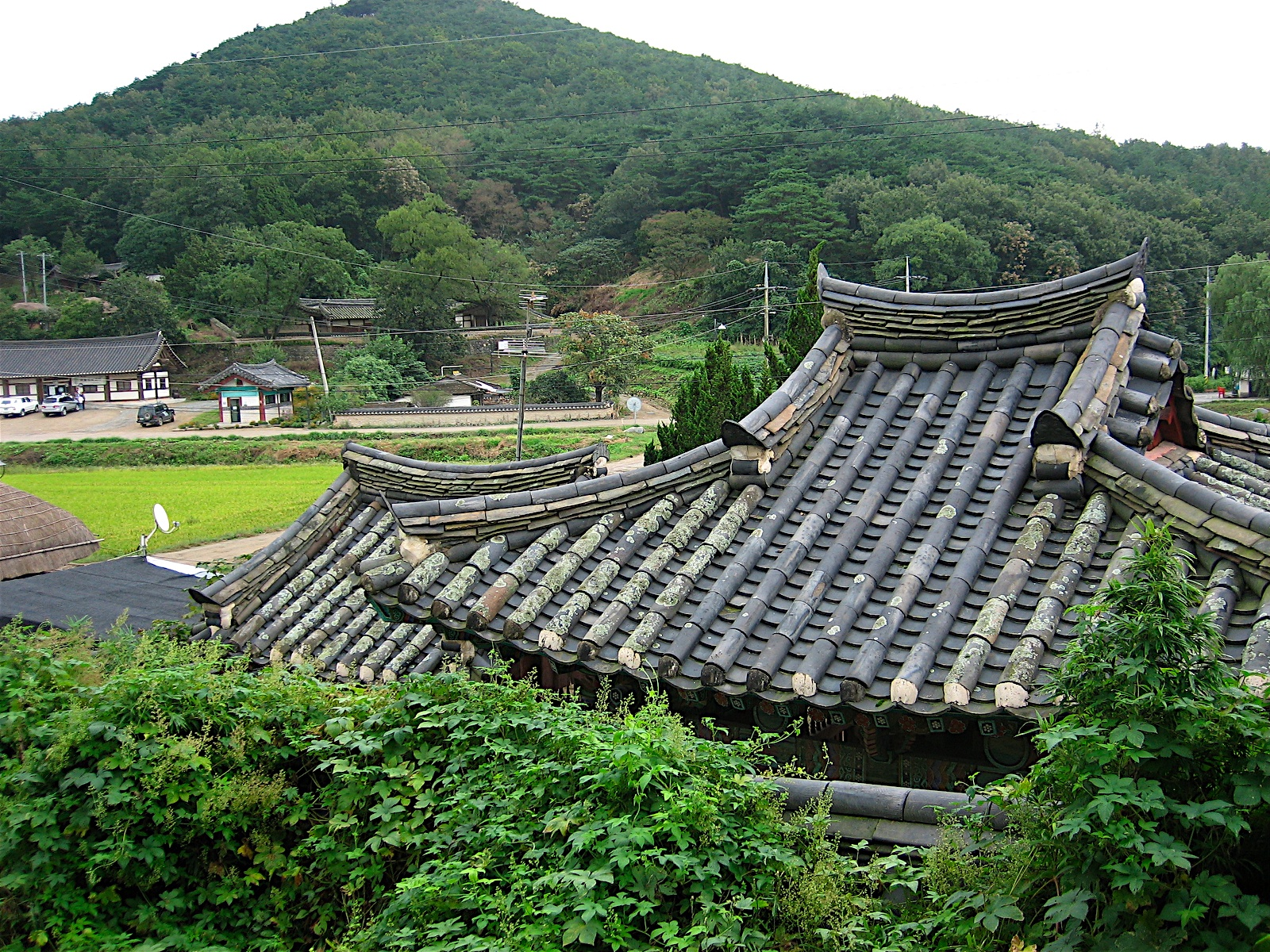
전통 가옥

## 주요 문화재
양동마을 내에는 국보 1점, 보물 4점, 국가민속문화재 12점, 경상북도 유형문화재 2점, 경상북도 기념물 1점, 경상북도 민속문화재 1점, 경상북도 문화재자료 2점, 경상북도향토문화재 2점 등 총 24점의 지정문화재를 보유하고 있으며, 양동마을 자체가 대한민국의 중요민속자료 189호로 지정되어 있다.
세계문화유산으로서의 양동마을은 마을 주변 문화재인 옥산서원(사적 제154호),
독락당(보물 제413호), 동강서원(경상북도기념물 제114호)를 포함한다. 옥산서원 내에 보관된 주요 문화재만해도 셀 수 없을 정도로 많다.
| 구분                     | 명칭                                                  | 시대 | 지정일     | 비고      |
| ------------------------ | ----------------------------------------------------- | ---- | ---------- | --------- |
| 국보 제283호             | 통감속편 (通鑑續編)                                   | 조선 | 1995.03.10 | 월성 손씨 |
| 보물 제411호             | 경주 양동 무첨당 (慶州 良洞 無忝堂)                   | 조선 | 1964.11.14 | 여강 이씨 |
| 보물 제412호             | 경주 양동 향단 (慶州 良洞 香壇)                       | 조선 | 1964.11.14 | 여강 이씨 |
| 보물 제442호             | 경주 양동 관가정 (慶州 良洞 觀稼亭)                   | 조선 | 1966.04.11 | 월성 손씨 |
| 보물 제1216호            | 손소 초상 (孫昭 肖像)                                 | 조선 | 1995.03.10 | 월성 손씨 |
| 국가민속문화재 제23호    | 경주 양동마을 송첨 종택 (慶州 良洞마을 松簷 宗宅)     | 조선 | 1970.12.29 | 월성 손씨 |
| 국가민속문화재 제73호    | 경주 양동마을 낙선당 고택 (慶州 良洞마을 樂善堂 古宅) | 미상 | 1979.01.26 | 월성 손씨 |
| 국가민속문화재 제74호    | 경주 양동마을 사호당 고택 (慶州 良洞마을 沙湖堂 古宅) | 조선 | 1979.01.26 | 여강 이씨 |
| 국가민속문화재 제75호    | 경주 양동마을 상춘헌 고택 (慶州 良洞마을 賞春軒 古宅) | 조선 | 1979.01.26 | 여강 이씨 |
| 국가민속문화재 제76호    | 경주 양동마을 근암 고택 (慶州 良洞마을 謹庵 古宅)     | 조선 | 1979.01.26 | 여강 이씨 |
| 국가민속문화재 제77호    | 경주 양동마을 두곡 고택 (慶州 良洞마을 杜谷 古宅)     | 조선 | 1979.01.26 | 여강 이씨 |
| 국가민속문화재 제78호    | 경주 양동마을 수졸당 고택 (慶州 良洞마을 守拙堂 古宅) | 조선 | 1979.01.26 | 여강 이씨 |
| 국가민속문화재 제79호    | 경주 양동마을 이향정 고택 (慶州 良洞마을 二香亭 古宅) | 조선 | 1979.01.26 | 여강 이씨 |
| 국가민속문화재 제80호    | 경주 양동마을 수운정 (慶州 良洞마을 水雲亭)           | 조선 | 1979.01.26 | 월성 손씨 |
| 국가민속문화재 제81호    | 경주 양동마을 심수정 (慶州 良洞마을 心水亭)           | 조선 | 1979.01.26 | 여강 이씨 |
| 국가민속문화재 제82호    | 경주 양동마을 안락정 (慶州 良洞마을 安樂亭)           | 조선 | 1979.01.26 | 월성 손씨 |
| 국가민속문화재 제83호    | 경주 양동마을 강학당 (慶州 良洞마을 講學堂)           | 조선 | 1979.01.26 | 여강 이씨 |
| 경북도유형문화재 제13호  | 적개공신논상록권 (敵愾功臣論賞錄券)                   | 조선 | 1972.12.29 | 월성 손씨 |
| 경북도유형문화재 제14호  | 손소선생분재기 (孫昭先生分財記)                       | 조선 | 1972.12.29 | 월성 손씨 |
| 경북도기념물 제8호       | 양동의 향나무 (良洞의향나무)                          | 조선 | 1974.12.10 | 월성 손씨 |
| 경북도민속문화재 제34호  | 양동대성헌 (良洞對聖軒)                               | 조선 | 1982.02.24 | 여강 이씨 |
| 경북도문화재자료 제261호 | 손종로 정충비각 (孫宗老旌忠碑閣)                      | 조선 | 1992.07.18 | 월성 손씨 |
| (비지정)                 | 곡포헌 (谷圃軒)                                       | 조선 |            | 여강 이씨 |

## 같이 보기
- 옥산서원
- 독락당
- 동강서원